# تشارلز كوكس
تشارلز كوكس هو مصارع رياضي كندي، ولد في 8 أكتوبر 1957 في جيلف في كندا.

## وصلات خارجية
- دوغ كوكس على موقع قاعدة بيانات المصارعة الدولية (الإنجليزية)
- دوغ كوكس على موقع اللجنة الأولمبية الدولية (الإنجليزية)
- دوغ كوكس على موقع أوليمبيديا (الإنجليزية)
- دوغ كوكس على موقع اللجنة الأولمبية الكندية (الإنجليزية)